# Летпандо – Чаук – Канні
Летпандо – Чаук – Канні – газопровідна система, яка сформувалась для обслуговування північного нафтогазовидобувного району М’янми.
Ще наприкінці 19 століття на півночі М’янми знайшли родовища вуглеводнів, втім, тривалий час їх розробляли лише заради нафти. Нарешті, в 1969 році спорудили перший в країні газопровід довжиною 21 км та діаметром 200 мм, який надав можливість постачати ресурс із нафтогазового родовища Чаук (виявлене в 1902-му) до Сале (Са-Лай), де газ був необхідний заводу азотних добрив. 
Дещо північніше від Чаук знаходиться родовище Ayadaw (відкрите ще в 1893 році), поблизу від якого з 1971-го працював завод азотних добрив Kyun Chaung, а з 1974 року – ТЕС Kyun Chaung (54 МВт). В 1983-му ресурс з Ayadaw подали до Чаук по газопроводу довжиною 37 км та діаметром 250 мм. А вже наприкінці століття, в 1997 та 1998 роках, до Ayadaw вивели дві нитки газопроводів від розташованих ще північніше неподалік одне від одного родовищ Kyaukkwet (довжина 72 км, діаметр 250 мм) та Летпандо (довжина 76 мм, діаметр переважно 200 мм, хоча третина траси виконана в діаметрі 150 мм). В 2001 та 2003 роках в районі Ayadaw під’єднали родовища Thargyitaung (перемичка 7 км з діаметром 250 мм) та Sabe (перемичка 12 км з діаметром 250 мм).
Окрім північної частини системи, в 1997-му виникла південна, коли спорудили газопровід від родовища Канні до Чаук довжиною 122 км, з яких 95 км мають діаметр 250 мм, а інша частина траси – 350 мм. До цієї частини системи також під’єднані родовища Пеппі, Htaukshabin та Манн.
В 2000 році повз Чаук пройшов газопровід Ап’яук – К'яуксе, що сполучив північ країни із столичним регіоном Янгону, а з 2014-го року також із газопроводом М’янма – Китай, який транспортує продукцію офшорного родовища Шве, виявленого у Бенгальській затоці. 
Що стосується значних споживачів, які отримують природний газ через систему Летпандо – Чаук – Канні, окрім зазначеного вище заводу добрив у Сале (в 2012/2013 фінансовому році спожив 36 млн м3) також можливо відзначити нафтопереробні заводи Thanbayakan (Манн) і Чаук (у 2012/2013 році використали відповідно 10 млн м3 та 11 млн м3). Водночас, завод добрив у Kyun Chaung припинив роботу.